# Plectris tessellata
Plectris tessellata är en skalbaggsart som beskrevs av Hermann Burmeister 1855. Plectris tessellata ingår i släktet Plectris och familjen Melolonthidae. Inga underarter finns listade i Catalogue of Life.